# نيجنفارتوفسك

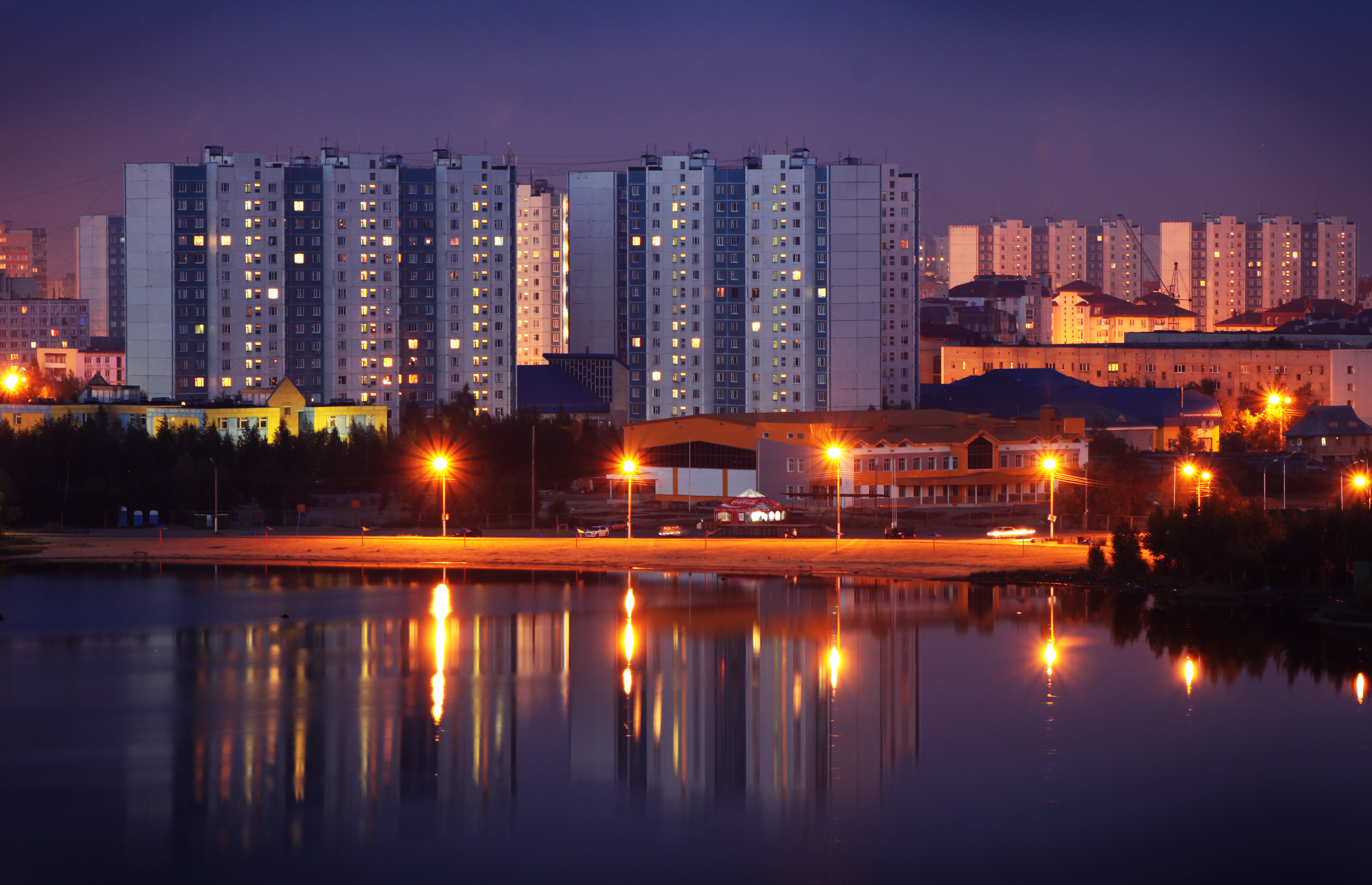

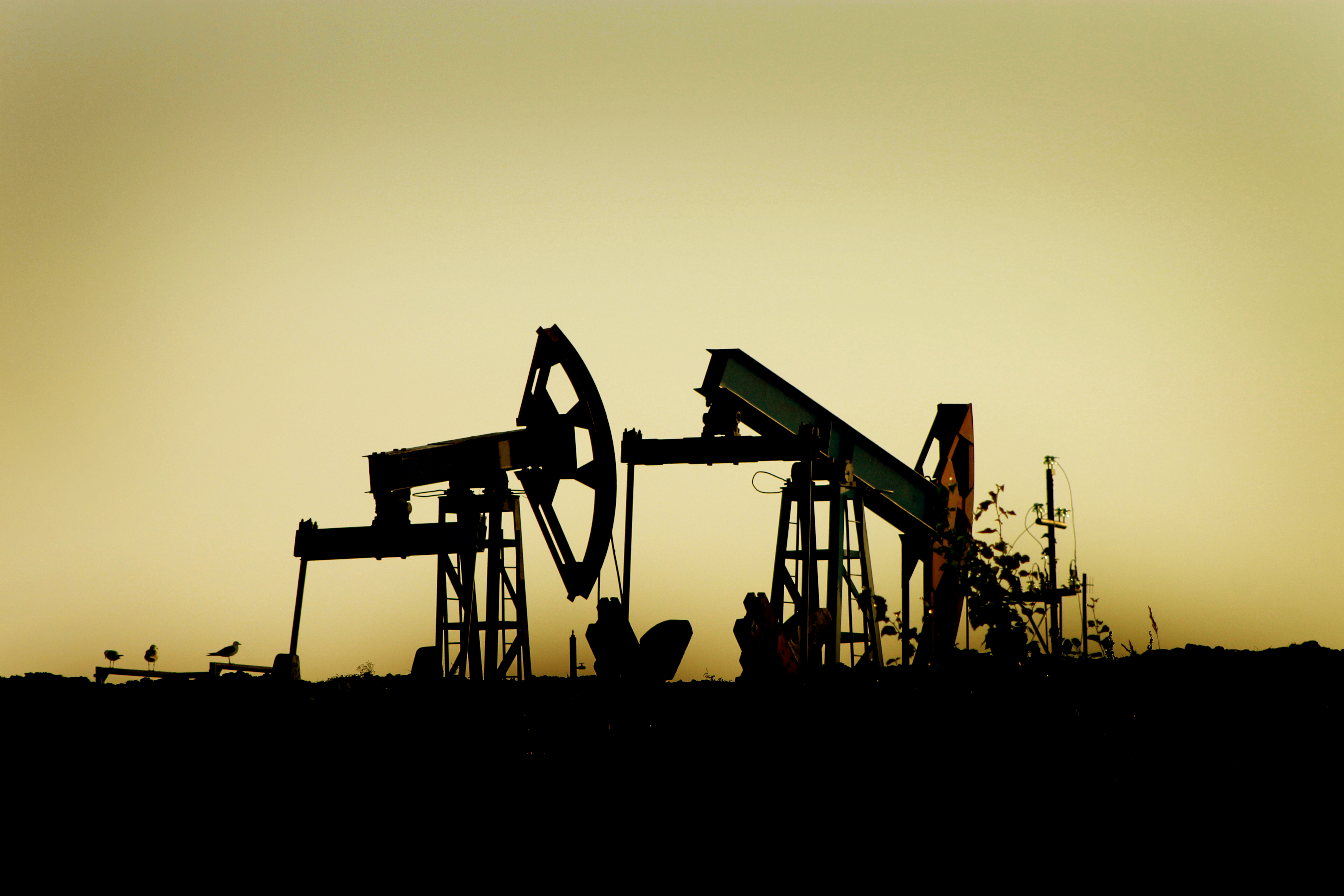

نيجنفارتوفسك (بالروسية: Нижневартовск) هي إحدى مدن روسيا في الكيان الفدرالي الروسي أوكروغ خانتي - مانسي الذاتية.

## أعلام
- سيميون أنتونوف
- ألكسندر ماليتين
- كسينيا سوخينوفا
- يفغيني ماكارينكو